# Fregat (zeilschip)

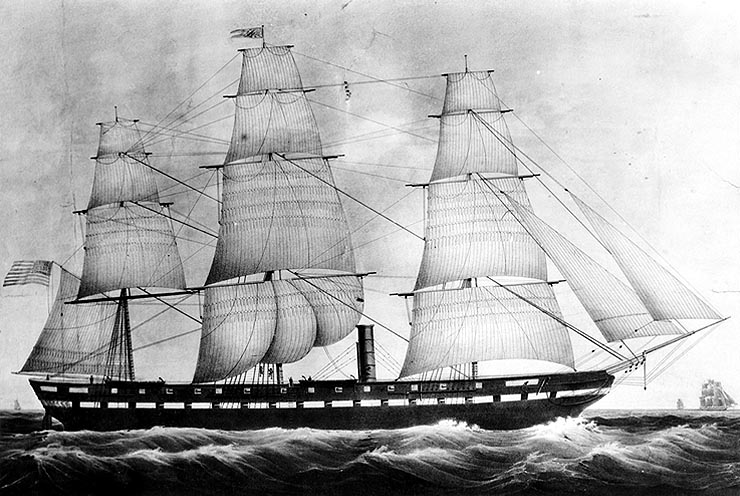
USS Merrimack (1856-1861)

Een fregat is een snel, zeilend oorlogsschip dat kleiner dan een linieschip, maar groter dan een korvet was.
Fregatten werden vooral ingezet als begeleidingsschepen rondom de vloot (zoals heden ten dage nog steeds gebeurt), voor berichtenverkeer of voor heimelijke operaties. De bewapening van een fregat bestond uit 28 tot 44 kanonnen, opgesteld op één geschutsdek. Fregatten waren snelle zeilers en zwaar genoeg bewapend om in vredestijd koopvaarders te escorteren in gebieden die door piraten onveilig werden gemaakt. In oorlogstijd konden ze zelfs een plaats in de linie innemen.
Was het fregat van oorsprong een scheepstype bij de marine, later (19e eeuw) werd het meer de benaming voor de tuigvorm. Met fregat wordt dan bedoeld een schip met drie masten die alle drie dwarsgetuigd zijn, een zogenaamd volschip. Dit in tegenstelling tot een bark, die geen ra's aan de achterste mast voert, maar alleen langsscheepse zeilen. De achterste mast op een fregat heet de kruismast, op een bark de bezaansmast.